# أدريان فريمان
أدريان فريمان (بالإنجليزية: Adrian Freeman)‏ هو لاعب كرة القدم الغالية أيرلندي، ولد في 13 مارس 1986، وتوفي في 29 مايو 2010 بسبب حادث مرور.